# تدبيح (لعبة)

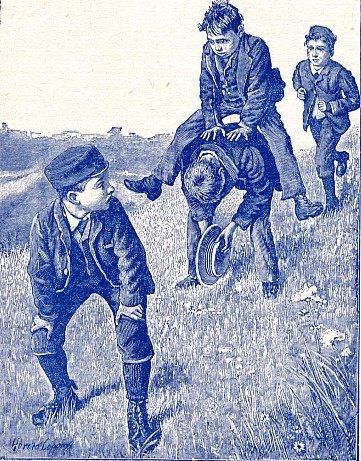
لعبة التدبيح

التَّدْبِيحُ أو القَفْزِيّة أو القُفَّيْزَى هي لعبة رياضية للأطفال تتمثل في القفز بشكل متتالي على جميع اللاعبين الذين ينحنون إلى الأمام. يتناوب اللاعبون بالطريقة التالية: الأول ينحني للأمام، ويجري الثاني ويقفز فوق ظهر اللاعب الأول المنحني إلى الأمام واضعًا أيديه على ظهر الأول، ثم يقف اللاعب الثاني وينحني إلى الأمام أمام اللاعب الأول، يأتي لاعب ثالث وهو يجري ويقفز فوق ظهر اللاعب الأول ثم فوق اللاعب الثاني، ثم يقف اللاعب الثالث وينحني أمام اللاعب الثاني، وهكذا دواليك. عندما يقفز آخر لاعب يقف أمام اللاعب قبل الأخير، ثم يقفز اللاعب الأول فوق الآخرين، وهكذا دواليك. عدد اللاعبين غير ثابت.